# Sant sudari

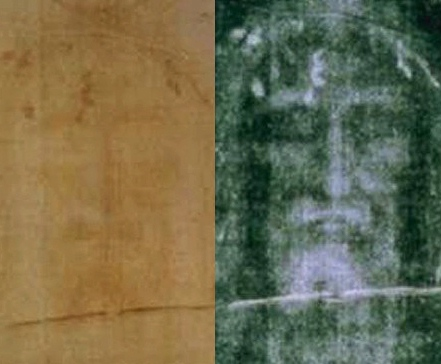
El Sant Sudari o Síndone. A l'esquerra, imatge en positiu. A la dreta, en negatiu. Cal tenir en compte que és la impressió directa en la tela, de manera que l'esquerra de la imatge correspon a l'esquerra real. Per tant, si fos una foto o veiéssim Jesús en la realitat, caldria veure aquesta imatge invertida, és a dir, veuríem davant un "3" en lloc d'una "E"

El Sant Sudari de Torí també conegut com la Síndone de Torí, o el Llençol Sant és una tela de lli que mostra la imatge d'un home que presenta marques i traumes físics propis d'una crucifixió. Els catòlics diuen que és la imatge de Jesús després de la seva mort a la creu, basant-se en les propietats úniques i inexplicables per la ciència de la imatge i en totes les dades que la imatge aporta. Actualment, aquesta relíquia aquiropoet és a la capella Reial de la catedral de Sant Joan Baptista, a Torí (Itàlia). Moltes persones creuen que es tracta de la mateixa tela que cobrí Jesús de Natzaret en el sepulcre, i que durant la resurrecció la seva efígie quedà gravada en les fibres.

## Descripció
Hi apareixen dues imatges, l'una frontal i l'altra dorsal d'un home. La imatge és un negatiu fotogràfic. Les taques de sang són en positiu. S'hi veu el cos d'un home amb ferides al cos i al cap. Té una ferida incisiva al costat dret del qual ha sortit sang i aigua (líquid serós), cosa que indica que estava ja mort quan es va fer la llançada. Té la marca d'un clau clavat al canell, el clau ha passat per l'anomenat espai de Destot i d'aquesta manera el clau podria subjectar el pes del cos. També té les marques d'un clau als peus. Tot el cos està cobert de petites ferides, semblants a boles de 3 cm, compatibles amb les que produiria el flagell, flagellum taxillatum, usat pels romans. La cara està inflada, amb contusions, el nas trencat i torçat. Hi ha ferides al front i a la part posterior del cap, compatibles amb les que produiria un casquet d'espines; i ferides a l'espatlla, compatibles amb les que produiria la fusta transversal de la creu.

## Característiques de la imatge
El sudari ha estat estudiat per nombrosos investigadors com Manuel M. Carreira, doctor en física o John P. Jackson, director del Turin Shroud Center of Colorado i antic responsable del STURP (Shroud of Turin Research Project: Projecte internacional d'investigació del sudari), i ha quedat comprovat que:
- La imatge és de gran precisió anatòmica.
- La imatge penetra només unes poques fibres i només la superfície dels fils. Les fibres estan acolorides individualment. No hi ha cap pigment o substància estranya.
- La intensitat de la imatge està en proporció a la distància entre un cos i un llençol que el cobreixi. De tal manera que es pot obtenir una imatge tridimensional.
- Les taques roges són de sang i a sota no hi ha imatge.
- Les dues cares de la imatge coincideixen, s'alineen verticalment.
- Les intensitats màximes de les imatges frontal i dorsal són iguals.
- No hi ha imatge dels costats, però sí taques de sang per contacte lateral del sudari.

Qualsevol hipòtesi per explicar aquesta imatge hauria d'incloure totes les característiques en conjunt. Ni la mà humana ni cap difusió o radiació poden explicar totes les característiques en el seu conjunt. No hi ha una explicació física per a esclarir alhora l'alta resolució de la imatge i el fet que la intensitat és amb relació a la distància entre el sudari i el cos. Es tracta d'un misteri com i què va formar la imatge.
Pel fet que és una imatge única que la ciència moderna no pot explicar, i en què la lògica obliga a descartar totes les hipòtesis, molts pensen que cal acceptar una intervenció sobrenatural: la imatge del Sant Sudari seria produïda per la resurrecció de Jesús. A tot això, cal afegir tot el conjunt de dades que obliguen a pensar que l'home del sudari és Jesús (antiguitat, tipus de ferides, etc.). Alguns han suggerit que en el moment de la resurrecció el cos de Jesús deixaria d'estar localitzat en el nostre espaitemps. La imatge es formaria en caure el llençol per contacte immediat, donant una imatge detallada, i per ser diferent la durada d'aquest contacte en funció de la distància, hi hauria una intensitat variable.

## Polèmica
Els escèptics argumenten que el sudari és un frau o falsificació medieval. L'origen del sudari i les seves imatges és una font d'intens debat entre científics, creients, historiadors i escriptors.

### Proves a favor
Les evidències i arguments a favor de l'autenticitat del sudari inclouen anàlisi de materials i del pol·len que daten el seu origen en el segle i; les propietats inexplicables de la imatge, que segons alguns no pot ser obtinguda amb cap tècnica de formació d'imatges coneguda abans del segle xix.

### Proves en contra
Anàlisi i arguments en contra inclouen una carta d'un bisbe medieval al papa d'Avinyó al·legant coneixement personal que la imatge fou astutament pintada per treure diners dels peregrins; la datació radiomètrica de 1988 i anàlisis químiques sobre les taques de Walter McCrone, que conclou que les suposades «taques de sang» no són més que un simple pigment. Molts altres investigadors han conclòs sense cap dubte que es tracta de taques de sang.

### Datació amb carboni 14
La màxima discussió gira a l'entorn de la seva datació pel mètode de datació basada en el carboni 14 dut a terme el 1988, que apuntava a un origen medieval del sudari. Els detractors del C-14 argumenten que la datació per aquest sistema és errònia, ja que la tela està molt contaminada i no sabem fins a quin punt la formació de la imatge, o els tres incendis que va patir el lli, pogueren afectar-ne la composició química. També es diu que la peça de roba de la qual es van extreure les mostres són les afegides posteriorment al sudari arran de l'incendi que va patir.

### STURP (Shroud of Turin Research Project)
El 1979 l'STURP, (entre els que hi havia Walter McCrone) el projecte de recerca de la Síndone de Torí, va estudiar-ne les imatges exhaustivament. Va concloure que no hi havia mètodes físics o químics coneguts que fossin capaços d'explicar la imatge. Va comprovar que la intensitat de la imatge estava en proporció a la distància entre el cos i un llençol que el cobrís, i va poder obtenir una imatge tridimensional molt precisa anatòmicament. L'informe final de conclusió deia: "La resposta a la qüestió com es va produir o què va produir la imatge resta un misteri".